# Pilinurgus subundatus
Pilinurgus subundatus är en skalbaggsart som beskrevs av John Obadiah Westwood 1874. Pilinurgus subundatus ingår i släktet Pilinurgus och familjen Cetoniidae. Inga underarter finns listade i Catalogue of Life.